# Distrito electoral de Highland (condado de Garfield, Nebraska)
Highland (en inglés: Highland Precinct) es un distrito electoral ubicado en el condado de Garfield en el estado estadounidense de Nebraska. En el Censo de 2010 tenía una población de 49 habitantes y una densidad poblacional de 0,26 personas por km².

## Geografía
Highland se encuentra ubicado en las coordenadas 42°1′51″N 99°8′53″O / 42.03083, -99.14806. Según la Oficina del Censo de los Estados Unidos, Highland tiene una superficie total de 185.46 km², de la cual 185.12 km² corresponden a tierra firme y (0.18%) 0.34 km² es agua.

## Demografía
Según el censo de 2010, había 49 personas residiendo en Highland. La densidad de población era de 0,26 hab./km². De los 49 habitantes, Highland estaba compuesto por el 100% blancos, el 0% eran afroamericanos, el 0% eran amerindios, el 0% eran asiáticos, el 0% eran isleños del Pacífico, el 0% eran de otras razas y el 0% pertenecían a dos o más razas. Del total de la población el 0% eran hispanos o latinos de cualquier raza.